# Dryopteris wuliangshanicola
Dryopteris wuliangshanicola là một loài thực vật có mạch trong họ Dryopteridaceae. Loài này được W.M. Chu miêu tả khoa học đầu tiên năm 1991.